# Oxira accentifer
Oxira accentifer là một loài bướm đêm trong họ Noctuidae.